# Thomas Tlou
Pour les articles homonymes, voir Tlou.
Thomas Tlou, né le 1er juin 1932 à Gwanda, en Rhodésie du Sud, et mort le 28 juin 2010 à Gaborone, est un universitaire et historien botswanais, et ancien représentant du Botswana aux Nations unies.

## Biographie
Thomas Tlou naît à Gwanda en 1932. De 1962 à 1965, il étudie au Luther College (en), dans l'État américain de l'Iowa et en sort diplômé magna cum laude en Sciences africaines,. Il étudie par la suite à l'université Johns Hopkins et à l'université du Wisconsin à Madison. En 1971, un Thomas Tlou fraîchement diplômé rejoint l'Université du Botswana, du Lesotho et du Swaziland, précurseur de l'Université du Botswana pour y enseigner l'histoire et devient chef de département en 1973. En 1975, il déménage à Gaborone pour établir le nouveau collège de l'Université ainsi que la faculté d'histoire. Il quitte l'enseignement pour devenir diplomate et de 1977 à 1980 est le représentant permanent aux Nations unies pour le Botswana. 
En 1982, il retourne à Gaborone pour devenir assistant vice-chancelier sous John Turner. De 1985 à 1998, Tlou est vice-chancelier de l'Université du Botswana, et est le premier Motswana, citoyen botswanais, à occuper le poste. Sous sa vice-présidence, il a permis le développement de l'enseignement supérieur au Botswana, en instaurant notamment une école post-diplôme permettant l'obtention d'une maîtrise ou d'un doctorat, ce qui n'était pas possible à l'époque. Il débute aussi la tradition des kgotla, des séances publiques où les décisions sont prises par consensus, permettant ainsi à toutes les voix d'être entendues. Il demeure professeur jusqu'en 2006, année où il prend sa retraite. Même après sa retraite, il est resté professeur émérite et passait encore de temps à autre sur le campus. 
Thomas Tlou est aussi membre de l'Association des universités du Commonwealth et a été membre de l'exécutif de l'Association des universités africaines. Au Botswana, il est membre du Conseil de l'Éducation tertiaire et à partir de 2005 est membre du Botswana Institute for Development Policy Analysis (BIDPA, en français « Institut botswanais pour l'analyse du développement »).
Il marie l'universitaire Sheila Tlou, qui est ministre de la santé du Botswana de 2004 à 2008 et le couple a plusieurs enfants. Il meurt le 28 juin 2010 à Gaborone, la capitale botswanaise, et est enterré à l'église luthérienne de l'Extension 12 de Gaborone,.

## Distinctions
Il reçoit un doctorat honoris causa de l'Université du Cap. Il reçoit aussi l'ordre d'honneur du président du Botswana et a été fait chevalier de l'Ordre des Palmes académiques.

## Publications
- Thomas Tlou et Alec Campbell, History of Botswana, 2e édition, Macmillan Botswana, 1997,  (ISBN 0-333-36531-3).
- Thomas Tlou, Neil Parsons et Willie Henderson, Seretse Khama, 1921-1980, Macmillan, 1995.
- Thomas Tlou, A History of Ngamiland: 1750 to 1906, Macmillan, 1985.